# Aproz Sources Minérales
Die Aproz Sources Minérales SA mit Sitz in Aproz, einer Ortschaft in der Gemeinde Nendaz, ist ein Unternehmen des Schweizer Detailhandelskonzerns Migros. Sie stellt Mineralwasser und andere Erfrischungsgetränke her. Die Aproz-Mineralwässer stammen aus den Walliser Alpen von verschiedenen Quellen bis in 1870 m Höhe.

## Geschichte
Die Gründung der Firma Seba SA erfolgte im Jahr 1947 kurz nach der Entdeckung der ursprünglichen Quellen (die Abkürzung steht für Société d’extension de boissons alimentaires). 1953 baute sie eine kleine, aus Holz gefertigte Fabrik. Ab Mitte der 1950er Jahre war die Migros-Genossenschaft Genf die grösste Abnehmerin von Aproz-Mineralwasser. Trotzdem geriet das Unternehmen in finanzielle Schwierigkeiten und stand kurz vor dem Konkurs. Migros-Gründer Gottlieb Duttweiler wehrte sich lange dagegen, die Firma zu übernehmen, liess sich dann aber von Alfred Gehrig, dem Leiter der Migros Genf, umstimmen. 1958 erwarb der Migros-Genossenschafts-Bund 90 Prozent der Aktien der Seba SA und baute in der Folge die Produktion massiv aus.
1967 errichtete die Firma eine moderne Sirup-Anlage, 1973 erschloss sie die neue Quelle Confartyre. Die PET-Flasche ist hier seit 1991 in Nutzung und verdrängte die Glasflaschen, deren Einsatz sechs Jahre später zunächst endete. Inzwischen wurde ihre Verwendung wieder eingeführt. 1999 verlegte das Unternehmen seinen Sitz von Genf nach Aproz und benannte sich in Seba Aproz SA um. 2008 erfolgte eine weitere Umbenennung in Aproz Sources Minérales SA. Aproz ist Mitglied bei der IG Bio.
Infolge einer angekündigten Fusion zwischen Jowa und Bischofszell Nahrungsmittel soll Aproz Sources Minérales, jedoch unter eigenem Namen, künftig auch zur Fresh Food & Beverage Group gehören.
Der Migros-Genossenschafts-Bund hält eine Beteiligung von 97,5 Prozent am Aktienkapital der Aproz Sources Minérales SA (Stand: 2024).

## Produkte
Die Produktpalette der Aproz Sources Minérales umfasst Mineralwasser (Label: Aproz, Valais "drink pure" und Aquella), Softdrinks (z. B. Tuca), Sirup und Soda-Konzentrate. Einige Produkte werden exportiert. In Lizenz werden Produkte weltweit verbreiteter Marken produziert; z. B. bis Ende 2021 Pepsi und 7 Up und seit 2024 Schweppes und Orangina. Das Aproz-Mineralwasser gelangt in drei Varianten in den Handel: Classic (blaues Design) mit viel Kohlensäure, Medium (grünes Design) mit wenig Kohlensäure und Cristal (rotes Design) ohne Kohlensäure.

## Chemische Zusammensetzung
Der Mineralgehalt der genutzten Quellwässer entstammt leichtlöslichen Bestandteilen aus Evaporiten der Trias. Nach Werksangaben sind in einem Liter des Mineralwassers 1650 Milligramm Minerale gelöst, darunter Calcium (360 mg/l) und Magnesium (70 mg/l). Für die Hauptquelle (Source d’Aproz) gibt der Verband Schweizerischer Mineralquellen und Soft-Drink-Produzenten folgende Mineralisierungswerte in mg/l an:
| Kationen - Ammonium < 0,05 - Lithium < 0,001 - Natrium 6 - Kalium 2,5 - Magnesium 70 - Calcium 360 - Strontium - Mangan < 0,001 | Anionen - Fluorid 0,1 - Chlorid 20 - Bromid < 0,05 - Iodid < 0,005 - Nitrat 1,5 - Hydrogencarbonat 250 - Sulfat 930 | unlösliche Bestandteile - Metakieselsäure 9 - Orthoborsäure < 0,01 |

Im Jahr 2022 wurde bekannt, dass Trifluoracetat in Aproz und M-Budget nachgewiesen wurde (0,24 bezw. 0,26 µg/l).